# マリオン・デュフレーヌ (海洋調査船・2代)
マリオン・デュフレーヌ（RV Marion Dufresne）はフランスの海洋調査船である。本項目はフランスの探検家マリオン＝デュフレーヌに因んで命名された海洋調査船の2代目について記述する。

## 概要
フランス極地研究所（IPEV）によって運用され海洋に関わる多様な科学研究に携わる一方、フランス領南方・南極地域（TAAF）における補給船としての役割をも担う多目的の船舶である。砕氷能力は持たないが、強風多雨の南半球高緯度海域で活動するために耐荒天性能を重視した設計となっている。乗員の他に最大110名を乗船させるスペースがあり、科学者および観測基地の交代要員または若干の観光客に供せられる。船主はCMA CGM。建造はAteliers et Chantiers du Havre社。

## 科学調査
年間の三分の二は海洋に関する科学的研究に従事する。航走しつつ海底の詳細な地形図を作成可能なマルチビームソナーを装備し、コア採取装置Calypsoは海底の土壌を60m掘り下げてサンプリング可能。船内には長尺の底質サンプルを扱える研究室（床面積650平方m）を備えるほか、科学者などを収容可能な59の船室を持つ。海底堆積物の高いサンプリング能力と多くの研究者を収容する能力を活用し、1995年の建造以来、長期的な海洋環境の変化を研究する国際共同観測プログラムであるIMAGES(International Marine Global Change Study)の中心機材として活動している。その他の国際共同研究や国外研究機関による傭船も行われており、2010年6月には東京大学による日本海のメタンハイドレート調査にも使用された。

## 補給活動
年間の三分の一はフランス領南方・南極地域に対する補給船として行動する。南インド洋の広大な海域に散在するこれらの島々と基地の活動は、年に数度ずつ訪れるこの船の物資によって支えられている。レユニオンを起点として、クローゼー諸島、ケルゲレン諸島、アムステルダム島、サンポール島への補給活動が行われる。貨物は2,500トンの輸送能力を持ち、20フィートコンテナは最大110個を積載。港湾機能を持たない島での荷役のため25トン大型クレーン2基を前甲板に装備。後甲板にはヘリパッドと格納庫を持ち中型ヘリコプター1機を運用可能。搭載ヘリコプターは人員の往来と軽貨物の輸送に使用される。